# Elgin (Texas)
Elgin è un centro abitato degli Stati Uniti d'America, situato nella contea di Bastrop dello Stato del Texas. Secondo il censimento effettuato nel 2010 abitavano nella città 8,135 persone. La città è un sobborgo di Austin, e fa parte dell'area metropolitana di Greater Austin. Elgin è nota anche come la Sausage Capital of Texas e la Brick Capital of the Southwest, a causa della presenza di tre fornaci operanti nella metà del XX secolo (due dei quali presenti tuttora).

## Geografia fisica
Elgin si trova a 25 miglia (40 km) ad est dal centro di Austin; Bastrop si trova 18 miglia (29 km) a sud, Coupland 7 miglia (11,3 km) a nord, Hutto 16 miglia (25,7 km), Littig 4 miglia (6,4 km) a sud-ovest, Manda 5 miglia (8 km) a nord-ovest, mentre Manor a 10 miglia (16,1 km) ad ovest.

### Clima
Il clima in questa zona è caratterizzato da estati calde e umide e generalmente inverni non troppo rigidi. Secondo la Classificazione dei climi di Köppen, Elgin possiede un clima subtropicale umido, CFA sulle mappe climatiche.

## Società

### Evoluzione demografica

#### Censimento del 2000
Secondo il censimento del 2000, c'erano 1 869 nuclei familiari di cui il 36,2% aveva figli di età inferiore ai 18 anni, il 51.8% erano coppie sposate conviventi, il 14,6% aveva un capofamiglia femmina senza marito, e il 27,8% erano non-famiglie. Il 22,3% di tutti i nuclei familiari erano individuali e l'11,6% aveva componenti con un'età di 65 anni o più che vivevano da soli. Il numero di componenti medio di un nucleo familiare era di 2,98 e quello di una famiglia era di 3,50.
La popolazione era composta dal 29,8% di persone sotto i 18 anni, il 10,6% di persone dai 18 ai 24 anni, il 28,4% di persone dai 25 ai 44 anni, il 17,6% di persone dai 45 ai 64 anni, e il 13,6% di persone di 65 anni o più. L'età media era di 32 anni. Per ogni 100 femmine c'erano 97,9 maschi. Per ogni 100 femmine dai 18 anni in su, c'erano 93,8 maschi.
Il reddito medio di un nucleo familiare era di 38 750 dollari, e quello di una famiglia era di 48 125 dollari. I maschi avevano un reddito medio di 31 368 dollari contro i 21,095 dollari delle femmine. Il reddito pro capite era di 16 698 dollari. Circa il 10,4% delle famiglie e il 16,1% della popolazione erano sotto la soglia di povertà, incluso il 21,2% di persone sotto i 18 anni e il 21,7% di persone di 65 anni o più.

#### Censimento del 2010
| Anno       | Popolazione | ±%    |
| ---------- | ----------- | ----- |
| 1910       | 1.707       | Note: |
| 1920       | 1.630       | −4,5% |
| 1930       | 1.823       | 11,8% |
| 1940       | 2.008       | 10,1% |
| 1950       | 3.168       | 57,8% |
| 1960       | 3.511       | 10,8% |
| 1970       | 3.832       | 9,1%  |
| 1980       | 4.535       | 18,3% |
| 1990       | 4.846       | 6,9%  |
| 2000       | 5.700       | 17,6% |
| 2010       | 8.135       | 42,7% |
| Stima 2015 | 9.039       | 11,1% |

Secondo il censimento del 2010, c'erano 8,135 persone. La densità di popolazione era di 1.402,6 persone per miglio quadrato (542.3/km²). C'erano 2,948 unità abitative a una densità media di 508,3 per miglio quadrato (196,5/km²). La composizione etnica della città era formata dal 57,14% di bianchi, il 17.30% di afroamericani, l'1,00% di nativi americani, lo 0,49% di asiatici, il 20,12% di altre razze, e il 3,75% di due o più etnie. Ispanici o latinos di qualunque razza erano il 45,67% della popolazione.

## Cultura

### Istruzione
Elgin è servita dal Elgin Independent School District, che copre più di 168 miglia quadrate (440 km²), costituiti in diverse in porzioni di Bastrop, Lee, e Williamson; fornisce inoltre servizi e risorse educative per soddisfare le esigenze di oltre 4.000 studenti (nel 2010). L'Austin Community College aprì la sua filiale ACC Elgin in città nel 2013.

### Cinema
Diversi film di successo scelsero Elgin come luogo delle riprese. Tra essi si ricordano:
- 1974 Non aprite quella porta
- 1975 The Great Waldo Pepper
- 1993 What's Eating Gilbert Grape
- 1993 Un mondo perfetto
- 1996 Michael
- 1999 Varsity Blues
- 2002 25th Hour
- 2002 Un ragazzo tutto nuovo
- 2003 Alamo - Gli ultimi eroi
- 2006 A Scanner Darkly - Un oscuro scrutare
- 2013 Transformers 4 - L'era dell'estinzione